# Polizeiruf 110: Die Entdeckung
Die Entdeckung ist ein deutscher Kriminalfilm von Manfred Mosblech aus dem Jahr 1980. Der Fernsehfilm erschien als 66. Folge der Filmreihe Polizeiruf 110.

## Handlung
Ludwig Teska, Hausmeister auf Burg Wittenstein, entdeckt kurz nach einer Führung durch das Waffenmuseum der Burg, dass zwei wertvolle Büchsen fehlen. Die Polizei wird alarmiert und einige Zeit später erscheint nach einem langen Fußmarsch den Burgberg hinauf Leutnant Vera Arndt. Zu dem Zeitpunkt kann ihr Museumsdirektor Hans Reichelt bereits mitteilen, dass sich der „Fall“ gelöst hat. Sein kleiner Sohn und das Kind eines weiteren Burggastes nutzten die laxen Sicherheitsvorkehrungen und nahmen die beiden Büchsen an sich, um mit echten, aber schussunfähigen Waffen Duellieren zu spielen. Vera Arndt will die Zeit nun nutzen, um zwei Tage Urlaub auf der Burg zu machen, zumal Hans Reichelt die gesamte Sache sehr unangenehm ist.
Auf der Burg befinden sich verschiedene Gäste, darunter Filmemacher Uwe Sandau, der gerade seinen neuen Film über das Schicksal des legendären Landesspiegels des Busso von Heimburg auf der Burg gezeigt hat, Historiker Dr. Jochen Polenz, der zum Landesspiegel forscht und eine Kopie des Originals auf der Burg vermutet, sowie Helmut Wolf, ein Restaurator. In einer bierseligen Laune führt Hans Reichelt seine Gäste zu einem Geheimgang, in dem der Legende nach der Landesspiegel versteckt ist. Jochen, Uwe, Hans und Ludwig finden im Gang zwar keinen Landesspiegel, dafür aber relativ neue Mauerspuren in der Wand. Sie scheint zudem teilweise hohl zu sein. Als sie die Wand aufbrechen, finden sie dahinter die mumifizierte Leiche eines Mannes. Leutnant Vera Arndt wird alarmiert, die Sachverständige auf die Burg holen will, doch ist die Telefonleitung gestört. Sie beginnt mit den Ermittlungen.
Bald wird deutlich, dass es sich bei der Leiche um den ehemaligen Leiter der Burg Siegfried Ebert handelt. Er war im Sommer 1961 plötzlich verschwunden, doch ging das Gerücht, dass er sich in die Bundesrepublik abgesetzt hat. Jemand übermittelte Grüße von ihm, seine Freundin, die Ärztin Dr. Gudrun Hammer, erhielt einen Brief von ihm, den sie nun als Fälschung bezeichnet. Im Sommer 1961 waren Restaurator Günter, Jochen, Uwe, aber auch Ludwig und Gudrun auf Burg Wittenstein. Gudrun hatte nach dem Verschwinden Eberts einen Zusammenbruch und ist seither ohne Mann geblieben. Nun macht sie sich Vorwürfe, jahrelang einen Mann umsonst gehasst zu haben. Auch von anderen Burgbewohnern und -gästen erfährt Vera Arndt einiges, doch nichts bringt sie in ihren Ermittlungen weiter.
Als das Telefon wieder funktioniert, fordert sie Hilfe an. Sie eröffnet den Anwesenden, dass die bald ankommenden Polizisten die Burg auf den Kopf stellen werden. Anschließend beobachtet sie heimlich das weitere Vorgehen der Anwesenden. Ludwig Teska verschwindet über einen Geheimweg im Gang, in dem auch die Leiche Eberts gefunden wurde. Er bringt Eberts Koffer ans Licht, wird jedoch von einem Unbekannten niedergeschlagen. Vera Arndts schnelle Reaktion lässt den Unbekannten fliehen, ohne dass etwas gestohlen wird. In Eberts Koffer befindet sich neben Kleidung auch der gesuchte Landesspiegel. Vera Arndt hält ihn zunächst zurück und präsentiert den Verdächtigen nur die Kleider im Koffer. Sie lässt Uwe die Tat nachstellen, wobei Helmut das Opfer und Jochen der Täter ist. Anschließend zeigt Vera Arndt den Anwesenden den gefundenen Landesspiegel. Jochen reagiert enthusiastisch. Helmut soll den Landesspiegel aus seiner Verpackung holen, zögert jedoch. Als er einen Stechbeitel in die Hand nimmt und Vera Arndt vom Tatwerkzeug zu erzählen beginnt, lässt er den Stechbeitel vor Schreck fallen und gesteht schließlich, Ebert getötet zu haben. Beide hatten den Landesspiegel gefunden, doch Ebert wollte den Ruhm für sich allein. Die angeforderten Kriminalisten erscheinen auf der Burg und Helmut wird verhaftet.

## Produktion
Die Entdeckung wurde vom 1. November 1979 bis 19. Januar 1980 unter dem Arbeitstitel Ein Mann – Ein Wort bzw. Geisterstunde in Gernrode und Mägdesprung gedreht. Schloss Wittenstein fand man in der Burg Falkenstein. Die Kostüme des Films schuf Ingrid Mogel, die Filmbauten stammen von Anna-Sabine Diestel. Der Film erlebte am 5. Oktober 1980 im 1. Programm des Fernsehens der DDR seine Premiere. Die Zuschauerbeteiligung lag bei 54,6 Prozent.
Es war die 66. Folge der Filmreihe Polizeiruf 110. Leutnant Vera Arndt ermittelte in ihrem 41. Fall. Die im Film Landesspiegel genannte mittelalterliche Handschrift des Busso von Heimburg ist eine Anspielung auf den Sachsenspiegel des Eike von Repgow.